# Kruno Cipci
Kruno Cipci (Split, 16. veljače 1930. – Ljubljana, 17. travnja 2002.) je hrvatski i slovenski dirigent i skladatelj.

## Životopis
Nećak je Jakova Cipcija.
- od 1959. – 1962. radi na Radio Zagrebu
- od 1962. – 1968. urednik za klasičnu glazbu na Radio Sloveniji
- od 1968. dalje glazbeni urednik RTV Slovenije[2]

Bio je televizijski urednik i dirigent Plesnog orkestra RTV Slovenije.